# Lobelia morogoroensis
Lobelia morogoroensis là loài thực vật có hoa trong họ Hoa chuông. Loài này được E.B.Knox & Pócs mô tả khoa học đầu tiên năm 1992.